# Número de serie

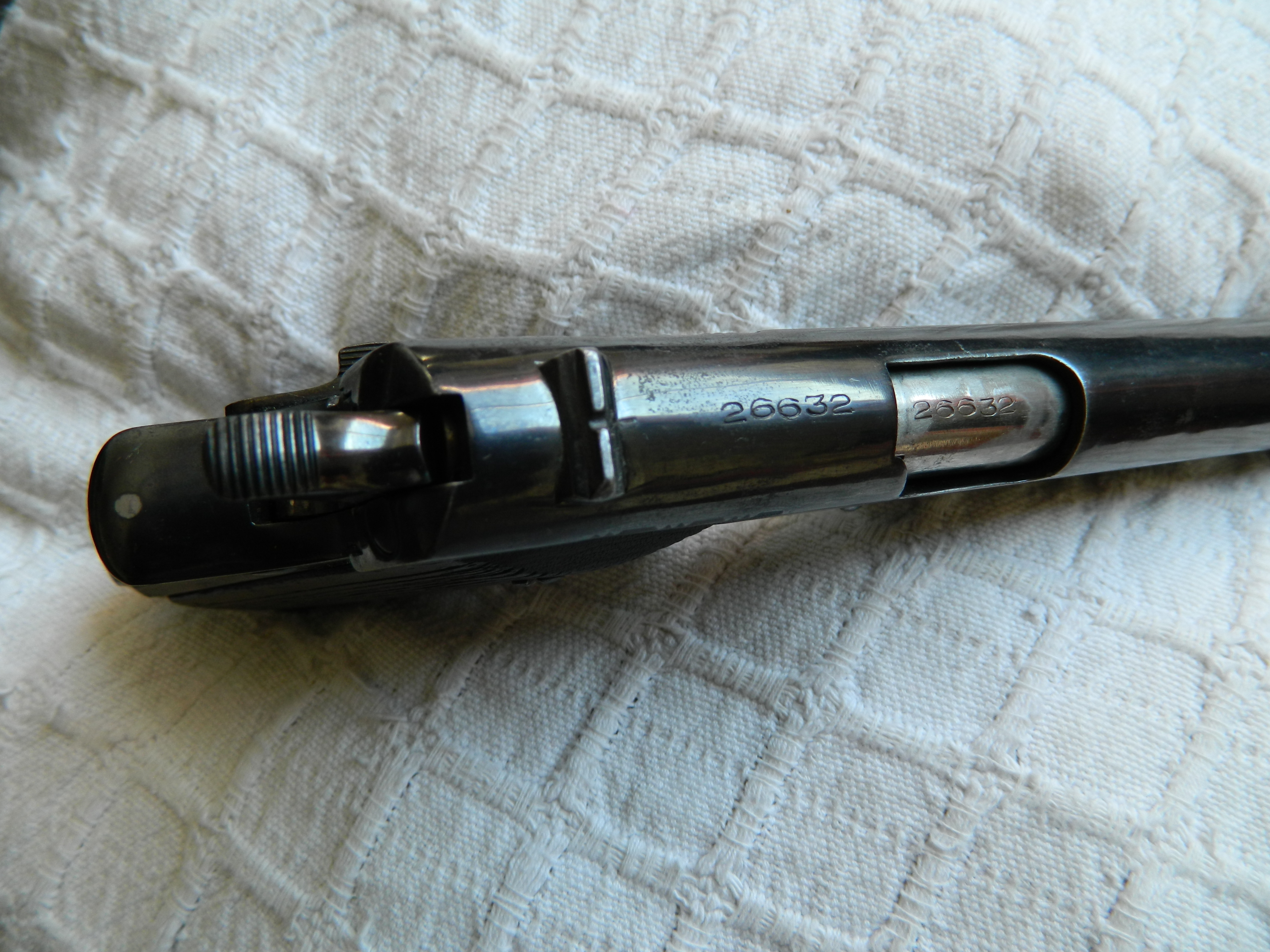
Número de serie de un arma de fuego. En este caso, una pistola semiautomática.

El número de serie es un código alfanumérico único asignado para identificación. Puede constar de un número entero sólo, o contener letras. Se utiliza comúnmente para identificar un objeto en particular dentro de una gran cantidad de estos. Esta secuencia de números son siempre positivos y arrancan normalmente en cero o uno en el caso de los código numéricos. En las secuencias alfanuméricas suelen tener un tamaño fijo dependiente de la cantidad de objetos a identificar.
En ocasiones, el número de serie brinda información adicional. En la industria automotriz, suele integrarse en el número de serie de los vehículos datos como el código de la planta donde fue ensamblado, fecha de fabricación, etc. En el caso del software, el número de serie se adquiere junto con el producto y permite activarlo, o en el caso de los programas tipo shareware, habilitar todas sus funciones.